# Eiichi Kido
Eiichi Kido (jap. 木戸 衛一, Kido Eiichi; * 1957 in Kashiwa, Präfektur Chiba) ist ein japanischer Politikwissenschaftler und Professor am Kokusai kōkyō seisaku kenkyūka (国際公共政策研究科, engl. Osaka School of International Public Policy) der staatlichen Universität Osaka. Er ist Friedensaktivist und engagiert sich gegen die Remilitarisierung Japans.

## Leben
Kido studierte Germanistik an der Tōkyō Gaikokugo Daigaku („Fremdsprachenuniversität Tokio“) und schloss diese 1981 mit einem Bachelor ab. 1983 folgte sein Masterabschluss. Von 1985 bis 1986 gastierte er erstmals in Leipzig. 1988 promovierte er an der Hitotsubashi-Universität. Hier arbeitete er bis 1990 als wissenschaftlicher Mitarbeiter. Sodann folgte eine Anstellung als „Vollzeitdozent“ (sennin kōshi, engl. Assistant Professor) an der Universität Osaka. Seit 1994 ist er hier als Assistenzprofessor (jokyōju, engl. Associate Professor) im Fachbereich Internationale Politik als Professor für Deutsche Politik tätig. Zwischenzeitlich folgte von 2000 bis 2001 eine Tätigkeit als Lektor für den Deutschen Akademischen Austauschdienst an der Universität Leipzig und 2008 ein Forschungsaufenthalt an der Freien Universität Berlin.

## Friedenspolitik
In der Folge des US-amerikanischen Überfalls auf den Irak 2003 analysierte er die Rolle Japans als loyalen Vasallen der USA in Asien, der die Rolle Großbritanniens in Europa einnimmt.
Kido engagiert sich aktiv gegen die wachsende Militarisierung in Japan. So wendet er sich gegen die Abschaffung des Artikels 9 der japanischen Verfassung, der einen Verzicht auf Krieg und militärische Gewalt beinhaltet. Im internationalen Rahmen wirbt er auf Vortragsreisen für den Erhalt des Friedensartikels und gegen die nukleare Aufrüstung Japans. Er merkt an, dass sich Japan ohne Artikel 9, an zahlreichen US-Kriegen beteiligt hätte, jedoch ist Japan schon heute eine der führenden Militärmächte, dass 2006 den 6. Platz nach Militärausgaben belegte.

## Publikationen (Auswahl)
- DDR-Geschichte: Bilder und Zerrbilder „Betrachtungen ueber die Geschichtspolitik in Deutschland zur DDR-Vergangenheit“, Berlin 2010
- Die Remilitarisierung Japans nach 1945, Bonn 2009